# واصب شاهين
واصب شاهين (بالتركية: Vasip Şahin)‏ هو تركي من مواليد 1964 عين والي لمدينة إسطنبول أكبر المدن التركية في 25 سبتمبر 2014.